# Electroradiance
Electroradiance ist ein Jazzalbum des Trios Hearts & Minds aus Jason Stein, Paul Giallorenzo und Chad Taylor. Die am 24. und 25. Oktober 2017 im Studio Kawari Sound in Philadelphia entstandenen Aufnahmen erschienen 2018 auf Astral Spirits und Monofonus Press.

## Hintergrund
Der Synthesizer- und Keyboard-Spieler Paul Giallorenzo und der Bassklarinettist Jason Stein sind befreundet, seit sie die gleiche Grundschule in Long Island, New York besucht haben. Die beiden Männer zogen zwar getrennt von der Ostküste nach Chicago, doch nach der Wiederbegegnung legten sie Wert darauf, häufig zusammen zu spielen. Mit Frank Rosaly an Schlagzeug traten sie als Trio Hearts & Minds jahrelang in Chicago auf.
Electroradiance ist das Nachfolgealbum des selbstbetitelten Debüts des Trios aus dem Jahr 2016, bestehend aus Jason Stein, Paul Giallorenzo und dem Schlagzeuger Chad Taylor, der im Trio den in die Niederlande ausgewanderten Frank Rosaly ersetzte.

## Titelliste
- Hearts & Minds: Electroradiance (Astral Spirits AS077, Monofonus Press MF18)[1]

1. Back and Forth (Paul Giallorenzo) 4:53
2. Treeline (Jason Stein) 6:45
3. Step’n (Paul Giallorenzo) 6:59
4. Rivet and Roll (Chad Taylor) 2:31
5. Frecher Frosty’s Book (Jason Stein) 4:15
6. Electroradiance (Hearts & Minds) 3:01
7. Slowly Drifting Outward (Paul Giallorenzo) 5:52
8. Future Told (Jason Stein) 6:04
9. Shreveport (Chad Taylor) 4:03
10. Relativistic (Hearts & Minds) 2:36
11. Slippery Slope (Paul Giallorenzo) 5:48

## Rezeption

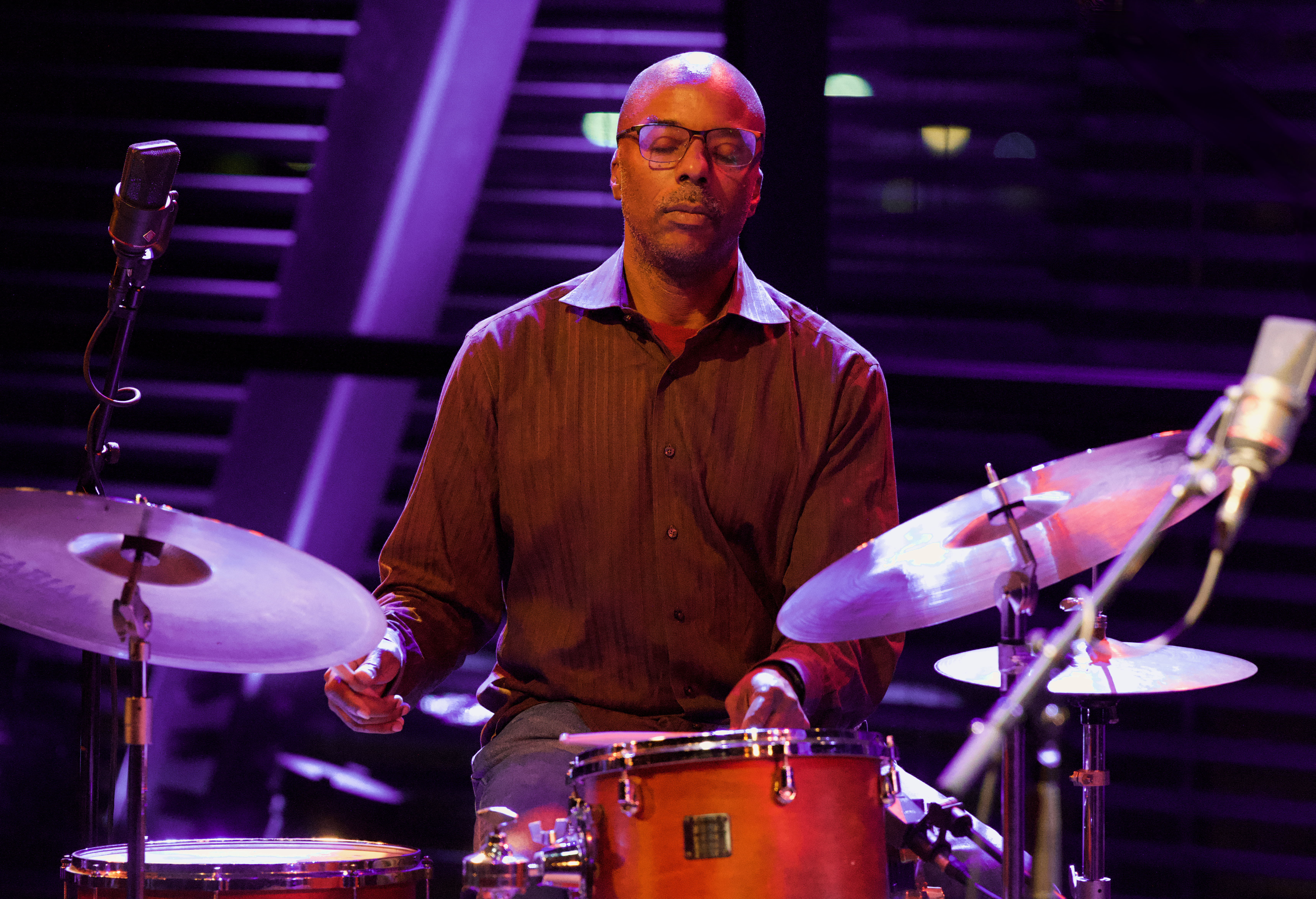
Chad Taylor (2023)

Nach Ansicht von Mark Corroto, der das Album in All About Jazz rezensierte, ist Electroradiance ein Beispiel für eine radikale Beschleunigung der musikalischen Adaption und natürlichen Selektion. Man könne hier Musik, gespielt von einer Vielzahl von Instrumenten und Stilen hören. Bei Hearts & Minds würde Steins holziger Sound mit Funk, Rock, Elektronik und Free Jazz verbunden. Chad Taylor sei mit solchen Angelegenheiten bestens vertraut, da er mit Rob Mazurek in verschiedenen Chicago-Underground-Ensembles, in jüngerer Zeit bei Fly or Die von Jaimie Branch gespielt und ein großartiges Duo mit James Brandon Lewis geleitet habe. Er würde auch vor Tanz- und Rockbeats nicht zurückschrecken. Jason Stein habe sich mit seinem atypischen Instrument als Hauptmusiker etabliert, und bei Hearts & Minds paare sich seine musikalische DNA mühelos mit dem „Darwin-Mischereffekt“ dieser Musik.
Der in Chicago lebende Jason Stein bringe hier sein Können als Bassklarinettist voll zum Ausdruck und setze sein Instrument effektiv in kontrastierenden Trio-Situationen ein, schrieb Ken Waxman in Jazz Word. Während er die sogenannte Free-Jazz-Seite mit seiner langjährigen Gruppe Locksmith Isidore mit Schlagzeuger Mike Pride und Bassist Jason Roebke erkunde, würde er mit Hearts & Minds, einer Kooperation mit dem Schlagzeuger Chad Taylor, der oft mit Rob Mazurek zusammenarbeitet, und dem alten Freund Paul Giallorenzo, furchtlos das oft gefährliche Terrain zwischen freier Musik und Groove-Rhythmen beackern. Überraschenderweise gelinge es auf Electroradiance, die schmierige Oberfläche zu durchstreifen, die Musikern, die ähnlich expansive Kunststücke wagen, oft zum Stolpern bringe. Ein typisches Beispiel sei „Shreveport“, komponiert von Taylor, wo es gelinge, einen atemberaubenden Backbeat des Schlagzeugers und plätschernde elektronische Keyboard-Breaks von Giallorenzo zu kombinieren, der auch die Exposition beibehalte, während Steins dramatische Chalumeau-Bögen und Slides sich im Kontrapunkt weiterentwickelten.
Mit solch ungewöhnlichen Struktur ergeben sich Möglichkeiten, Ideen umzusetzen, die in einer „normalen“ Trio-Besetzung nicht wirklich umgesetzt werden könnten, urteilte S. Victor Aaron in Something Else. So könne Giallorenzos linke Hand auf den Synthesizer-Tasten den Part eines Bassisten ersetzen, die rechte Hand die Melodie vorgebe und Taylor und Stein könnten so ziemlich das tun, was ihre enormen Fähigkeiten ihnen erlaube. Giallorenzo kann auch als Steins Frontpartner („Treeline“) fungieren und sein Keyboard, das wie eine Oboe klingen kann, in Kombination mit einer Bassklarinette einen seltsamen, aber ansprechenden Klang erzeugen … selbst wenn es sich wie eine außerirdische Oboe anhöre.
Chad Taylors Talent, einen Groove gleichzeitig auszuarbeiten und ihn hervorzuheben, spiele eine wichtige Rolle in der zweiten Version des Trios Hearts & Minds, meinte Bill Meyer in Dusted. Sowohl Stein als auch Giallorenzo hätten andere Bands, in denen sie verschiedene Seiten ihrer Arbeit erkunden können. Daher seien die Kompositionen, die sie (und jetzt Taylor) in das Trio Hearts & Minds einbringen, darauf ausgelegt, Rhythmen zu schaffen, die gewinnbringend ausführlich erkundet werden können, ohne dass die Taktart alle paar Augenblicke verschwindet. Das sei der Sound einer Gruppe, die ihr Potenzial ausgeschöpft habe.